# 克里斯·康斯
克里斯托弗·安德魯·康斯（英語：Christopher Andrew Coons；1963年9月9日—），民主黨籍的美国政治人物，曾任新堡郡縣長及郡議會議長，現任特拉华州的聯邦參議員。
康斯於2001年至2005年間擔任新堡縣議會主席，並於2005年至2010年間擔任新堡縣行政長官。他在2010財政年度通過削減支出和提高稅收實現了縣預算的盈餘平衡，並使該縣保持了AAA級債券評級。康斯參加了2010年特拉華州參議院特別選舉。他擊敗了共和黨提名人克里斯蒂娜·奥唐纳 ，接替因喬·拜登擔任美國副總統職務辭去參議院職務而被任命的泰德·考夫曼。他於2014年當選，完成整個任期。康斯是參議院道德委員會的主席。他的其他委員會職務包括撥款、外交關係、司法以及小企業和創業。他曾擔任參議院外交關係非洲事務小組委員會和司法機構破產和法院小組委員會的排名委員。
2021年6月6日，康斯与同黨参议员谭美·达克沃斯以及共和黨参议员丹·沙利文搭乘美国空军现役C-17A运输机抵達臺北松山機場，代表美國政府宣布赠送臺灣75万剂COVID-19疫苗。，6月7日，中华人民共和国外交部发言人汪文斌在記者會上對此表示「堅決反對和強烈讉責」。

## 外部連結
- 克里斯·康斯（页面存档备份，存于）參議院官方網站
- 克里斯·康斯官方網站（页面存档备份，存于）
- 中的“Chris Coons”
- Background and collected news at The Washington Post
- 美國國會國家人物傳記大辭典中的傳記
- 由華盛頓郵報維護的投票記錄
- 智慧投票计划中的傳記、投票紀錄及利益集團評級
- Congressional profile at GovTrack
- Congressional profile at OpenCongress
- Issue positions and quotes at On the Issues
- Financial information at OpenSecrets.org
- Staff salaries, trips and personal finance at LegiStorm.com
- 聯邦選舉委員會中的競選財務報告和數據
- Appearances on C-SPAN programs
- 網路電影資料庫上的亮相頁面
- Collected news and commentary at The New York Times
- Works by or about 克里斯·康斯 in libraries (WorldCat catalog)
- Profile at Ballotpedia

| 官衔                     | 官衔                                                              | 官衔                     |
| ------------------------ | ----------------------------------------------------------------- | ------------------------ |
| 前任者： 斯蒂芬妮·漢森   | 紐卡斯爾縣議會主席 2001年－2005年                                 | 繼任者： 保羅·克拉克     |
| 前任者： 托馬斯·戈登     | 紐卡斯爾縣縣長 2005年－2010年                                     | 繼任者： 保羅·克拉克     |
| 政党职务                 |                                                                   |                          |
| 前任者： 乔·拜登         | 美國參議員德拉瓦州民主黨被提名人 （第2類） 2010年、2014年、2020年 | 最新的                   |
| 美国参议院               |                                                                   |                          |
| 前任者： 泰德·考夫曼     | 德拉瓦州第2類參議員 2010年－ 與湯瑪斯·卡波同時在任                | 現任                     |
| 前任者： 芭芭拉·柏克瑟   | 参议院道德专门委员会副主席 2017–2021                              | 繼任者： 詹姆斯·蘭克福德 |
| 前任者： 詹姆斯·蘭克福德 | 参议院道德专门委员会主席 2021—至今                                | 現任                     |
| 美國排位名單             |                                                                   |                          |
| 前任者： 喬·曼欽         | 美國參議員資歷 第34位                                             | 繼任者： 傑里·莫蘭       |